# Arnotts (Schotland)
Arnotts was een warenhuisketen met de vlaggenschipwinkel in Glasgow, Schotland. Het werd onderdeel van het House of Fraser en een van hun groepsmerken.

## Geschiedenis
In 1850 opende John Arnott een textielwinkel aan Jamaica Street als een dochteronderneming van Arnott, Cannock & Co uit Dublin. In 1886 werd het partnerschap tussen Arnott en Cannock ontbonden en Thomas Arnott, halfbroer van John runde de winkel onder de naam Arnott & Co.
In 1864 werd het naastgelegen gebouw overgenomen van de beheerders van de City of Glasgow Bank, waardoor de winkel kon worden uitgebreid, zodat het in 1872 uit was gegroeid tot een warenhuis. In 1891 werd het bedrijf opgericht en in 1906 werd de voorgevel van de winkel verbouwd. 
In de jaren 1920 en 1930 begon het bedrijf het moeilijk te krijgen en in 1936 kocht Fraser, Sons & Co Ltd het bedrijf en richtte een nieuw bedrijf op onder de naam Arnott & Co Ltd. Frasers moderniseerde de winkel door de tweede en derde verdieping aan de winkelruimte toe te voegen en een lift toe te voegen. In 1938 werd het door Frasers samengevoegd met het naastgelegen Robert Simpson & Co, dat Frasers eveneens in 1936 had gekocht, om Arnott Simpson Ltd te creëren. De twee winkels werden omgebouwd tot één. In 1947 werden Arnott-Simpsons en Fraser, Sons & Co Ltd overgeheveld naar House of Fraser Ltd. Twee jaar later werd Arnott-Simpsons Ltd geliquideerd, hoewel de naam nog in gebruik bleef.
Andere warenhuizen die door House of Fraser waren overgenomen, werden omgedoopt tot Arnott Simpson totdat de handelsnaam Arnotts werd aangenomen voor de meerderheid van de winkels van de groep in Schotland. Hieronder bevonden zich de overgenomen T. Baird & Sons-groep en twee van de zeven winkels van het House of Fraser in Edinburgh (inclusief Patrick Thomson). House of Fraser sloot zijn laatst overgebleven Arnotts-winkel in 2004.